# ديفيد درايسديل
ديفيد درايسديل (بالإنجليزية: David Drysdale)‏ هو لاعب غولف بريطاني، ولد في 19 مارس 1975 في إدنبرة في المملكة المتحدة.

## وصلات خارجية
- ديفيد درايسديل على موقع رابطة أوروبا للاعبي الغولف المحترفين (الإنجليزية)
- ديفيد درايسديل على موقع التصنيف العالمي الرسمي للغولف (الإنجليزية)